# هاگوپ پانوسیان
هاگوپ پانوسیان (انگلیسی: Hagop Panossian؛ زادهٔ ۸ ژوئن ۱۹۴۶) یک مهندس هوافضا، دانشگاهی و بشردوست ارمنی با بیش از ۳۰ سال تجربه در کنترل و مدل‌سازی موتور موشک، سازه‌های فضایی بزرگ، سیستم‌های تحریک، تشخیص شکست، سیستم‌های تصادفی، میرایی ارتعاش و کنترل بهینه و تطبیقی است. از زمان تأسیس مؤسسه ای‌ارپی‌ای در سال ۱۹۹۲، او به عنوان رئیس آن خدمت کرده است و همچنان فعالانه در طیف گسترده‌ای از ابتکارات آن شرکت را بر عهده دارد.

## دوران اولیه زندگی و تحصیل
پانوسیان در انجار، لبنان به دنیا آمد و تحصیلات ابتدایی و متوسطه خود را از مدرسه متوسطه انجیلی ارمنی انجار دریافت کرد. در سال ۱۹۶۹ با مدرک لیسانس ریاضیات از دانشگاه آمریکایی بیروت فارغ‌التحصیل شد. پانوسیان به مدت پنج سال در مدرسه راهنمایی کالوسد گلبنگیان به تدریس ریاضیات و علوم پرداخت و سپس در سن ۲۸ سالگی به ایالات متحده نقل مکان کرد.
او مدرک کارشناسی ارشد خود را در ریاضیات کاربردی از دانشگاه کارولینای جنوبی در سال ۱۹۷۴ و دکترای مهندسی از دانشگاه کالیفرنیا در سال ۱۹۸۱ به دست آورد.

## کار در مهندسی هوافضا
از سال ۱۹۸۱ تا ۱۹۸۷، پانوسیان در تکستران کار کرد و از سال ۱۹۸۷، او در راکول اینترنشنال، راکتداین، بوئینگ و پرت و ویتنی، متخصص در سیستم‌های موشکی و نوسانات فرکانس بالا برای موتورهای شاتل فضایی کار کرد. قابل ذکر است که او قانون کنترل موتور اسپایک هواایکس ۳۳ را برنامه‌ریزی کرد و روشی نوآورانه برای مدیریت نوسانات با فرکانس بالا در قطعات موتور و تضمین پایداری در دماهای پایین پیشنهاد کرد.
در سال ۱۹۸۷، او توسط انجمن فولبرایت به عنوان دانشمند تبادل در ارمنستان به مدت چهار ماه انتخاب شد و در دانشگاه دولتی ایروان و دانشگاه‌های پلی تکنیک در مورد سیستم‌های کنترل خودکار تدریس کرد.
در سال ۲۰۰۸، او به عنوان عضو خارجی آکادمی ملی علوم ارمنستان انتخاب شد.
پانوسیان به عنوان استاد کمکی در دانشگاه ایالتی کالیفرنیا، نورتریج در گروه مهندسی مکانیک خدمت کرده است. او همچنین یکی از همکاران فنی مؤسسه آمریکایی هوانوردی و فضانوردی، عضو ارشد مؤسسه مهندسین برق و الکترونیک و عضو مؤسسه پیشرفت مهندسی (IAE) است.

## سازمان‌های غیرانتفاعی
پانوسیان دو سازمان بشردوستانه غیرانتفاعی را در لس آنجلس تأسیس کرده است.
در سال ۱۹۸۳، او مهندسان و دانشمندان ارمنی آمریکا (ای‌ایی‌اس‌ای) را تأسیس کرد و در سال‌های ۱۹۸۷ و ۱۹۸۸ به عنوان رئیس آن خدمت کرد.
در سال ۱۹۹۲، او مؤسسه ای‌ارپی‌ای (تحلیل، تحقیق و برنامه‌ریزی برای ارمنستان) را تأسیس کرد و همچنان به عنوان رئیس آن، هماهنگ‌کننده سخنرانی‌ها، مسابقات اختراعات، جوایز و سایر برنامه‌ها فعالیت می‌کند. این مؤسسه همکاری بین‌المللی بین جمهوری ارمنستان و دیاسپورای ارمنی را از طریق مشاوره، تجزیه و تحلیل و تحقیق در زمینه‌های مختلف از جمله آموزش، اقتصاد، پزشکی، حقوق، تاریخ و فناوری ارتقا می‌دهد.
پانوسیان به‌طور فعال در ارمنستان مشارکت داشته و از طریق مؤسسه ای‌ارپی‌ای ابتکارات را رهبری می‌کند. او در نوسازی سیستم خدمات خون ارمنستان و آموزش جوانان در مورد خطرات سلامتی ناشی از سیگار کشیدن و سوء مصرف مواد کمک کرده است. با ابتکارات او اولین اتاق تمیز کلاس ۱۰۰۰ در آزمایشگاه ملی علوم علیخانیان تأسیس شد و اولین توالی سنجی دی‌ان‌ای و ابزارهای مختلف دیگر به مؤسسه زیست‌شناسی مولکولی و دستگاه‌ها و ابزارهای علمی ارزشمند به مؤسسه‌های آکادمی ملی علوم اهدا شد.
علاوه بر این، او از طریق ای‌ارپی‌ای یک مسابقه اختراع سالانه برای دانشمندان جوان ارمنی و سخنرانی‌ها و میزگردهای ماهانه در لس آنجلس، با حضور متخصصان در زمینه‌های مختلف، سازماندهی می‌کند.‌

## زندگی شخصی
پانوسیان با آنی (که در سال ۲۰۱۵ در گذشت) ازدواج کرده و دارای دو پسر به نام‌های آرمن و باریر و یک دختر به نام لوریگ است.